# Filosofia religiosa
Una filosofia religiosa és un pensament filosòfic que influït i dirigit a conseqüència dels ensenyaments d’una religió particular. Es pot fer objectivament, però també es pot fer com a eina de persuasió pels creients en aquesta fe. La filosofia religiosa es preocupa principalment de les concepcions de déu, déus o el que és diví.
A causa del desenvolupament històric de les religions, moltes religions comparteixen punts en comú respecte a les seves filosofies. Sovint es considera que aquestes filosofies són universals i inclouen creences relacionades amb conceptes com la vida del més enllà, les ànimes i els miracles.
Cada religió també té filosofies úniques que les distingeixen d'altres religions, i aquestes filosofies es guien a través dels conceptes i valors que hi ha darrere de l'ensenyament pertanyent a aquest sistema de creences. Diferents filosofies religioses inclouen:
- Filosofia asteca
- Filosofia budista: elaboració i explicació dels ensenyaments lliurats de Buda
- Filosofia cristiana: desenvolupament de la filosofia que es caracteritza una tradició cristiana
- Filosofia hindú: diversos sistemes de pensament en l’hinduisme
- Filosofia islàmica: filosofia que es caracteritza per provenir d’una tradició islàmica
- Filosofia Jain - filosofia índia
- Filosofia jueva: tota la filosofia feta pels jueus o en relació amb la religió del judaisme
- Filosofia sikh
- Filosofia taoista
- Filosofia del zoroastrisme

## Aspectes comuns
La fe religiosa i la reflexió filosòfica estan connectades entre si. La tradició religiosa influeix en el pensament filosòfic i les creences dels seguidors d’aquesta religió.
Molts aspectes comuns filosòfics han sorgit entre les religions a causa dels fonaments històrics bàsics. Per exemple, les religions abrahàmiques, que engloben el judaisme, el cristianisme, l'islam, la fe bahá'í, el yezidi, els drusos, els samaritans i els rastafari, comparteixen aspectes comuns filosòfics, tot i que difereixen en la seva presentació d'aquests conceptes filosòfics a través dels seus respectius textos religiosos.
També hi ha conceptes filosòfics i raonaments en els ensenyaments religiosos que van ser concebuts independentment els uns dels altres, però són similars i reflecteixen idees anàlogues. Per exemple, l'argument i el raonament de l'existència d'un déu omniscient o de diversos déus es poden trobar en diverses religions, incloses el cristianisme, l'islam i l'hinduisme. Un altre exemple inclou el concepte filosòfic de lliure albir; present en les religions monoteistes, així com en les politeistes.

## Tipus

### Intuïtiva
Es considera que molts conceptes religiosos són "omnipresents culturalment" ja que són "cognitius naturalment". Es consideren intuïtius, és a dir, que sorgeixen sense molta direcció, instrucció o entrenament en les primeres etapes del nostre desenvolupament intel·lectual, i no necessàriament sorgeixen de la influència cultural. Aquests conceptes religiosos inclouen creences relatives a "la vida d'ultratomba, ànimes, agents sobrenaturals i esdeveniments miraculosos".

### Reflexiva
Alguns conceptes religiosos requereixen un ensenyament deliberat per garantir la transmissió de les seves idees i creences als altres. Aquestes creences es classifiquen com a reflexives i sovint s'emmagatzemen en un format lingüístic que permet facilitar la transmissió. Es creu que les filosofies reflexives contribueixen significativament a la continuació de les creences religioses i culturals. Aquestes filosofies religioses inclouen el karma, la justícia immanent divina o la providència, i també engloben conceptes teològics com la Trinitat en el cristianisme o Braman en l'hinduisme.

## Déu
La filosofia religiosa es preocupa principalment de les concepcions de déu, déus o el que és diví.

### Arguments ontològics
Els arguments ontològics són arguments basats en la raó amb la conclusió que Déu existeix. Hi ha molts pensadors que han contribuït notablement al desenvolupament de diversos arguments ontològics.
Al segle XI dC, Anselm de Canterbury (1033-1109) raonava en la seva obra Proslogion l'existència de Déu en un argument ontològic basat en la idea que un "ésser que no es pot concebre cap més gran".
Tomàs d'Aquino (vers 1225-1274) va extreure components de l'ensenyament filosòfic rellevants per al cristianisme, utilitzant la filosofia com a mitjà per demostrar l'existència de Déu. A la seva obra Summa Theologica, Aquino presenta 5 arguments per a l'existència de Déu, coneguts com les "cinc vies".
Al segle xvii, René Descartes (1596-1650) va proposar arguments similars als d'Anselm de Canterbury. Per exemple, a la seva obra Meditacions metafísiques, proporciona un argument ontològic basat en el raonament que si som capaços de concebre la idea d’un ésser supremament perfecte (és a dir, que tenim una idea d’un ésser supremament perfecte), aleshores, afirma, són capaços d’arribar a la conclusió que existeix un ésser supremament perfecte. Hi ha dues versions de l'argument ontològic de Descartes. La primera versió apunta que tot el que percebo clarament contingut en la idea d'alguna cosa és cert sobre aquesta cosa, la percepció més clara és la necessitat de la idea de Déu i, per tant, Déu existeix, per Descartes. L'altra versió de la seva teoria sosté que hi ha la idea d'un ésser amb totes les perfeccions, l'existència necessària és una perfecció i, per tant, existeix un ésser supremament perfecte.
Al segle xviii, Leibniz (1464 - 1716) va desenvolupar encara més l’argument ontològic de Descartes mitjançant l’intent de satisfer un dèficit de la proposta de Descartes que no abordava la coherència d’un ésser supremament perfecte. Leibniz va raonar que les perfeccions són compatibles, ja que no poden ser analitzades i, per tant, poden existir en una sola entitat, validant així l'argument de Descartes.
Més recentment, individus com Kurt Gödel, Charles Hartshorne, Norman Malcolm i Alvin Plantinga han proposat arguments ontològics, molts dels quals elaboren o estan relacionats amb arguments ontològics més antics presentats per individus com Anselm, Descartes i Leibniz. Per exemple, Kurt Godel (1905-1978) va utilitzar la lògica modal per elaborar i aclarir la versió de Leibniz de la prova ontològica de Sant Anselm de Canterbury de l'existència de Déu, coneguda com a Prova Ontològica de Godel.

### Concepte de Déu
La percepció que té un individu del concepte de Déu influeix en el seu estil d'afrontament. Hi ha quatre mecanismes principals d’afrontament religiós relacionats de la manera següent:
1. Estil d’autodirecció: l’individu no implica Déu directament i, en canvi, adopta individualment un mètode de resolució de problemes.[18][19]
2. Diferir l'estil: l’individu sotmet a Déu el seu problema i la resolució de problemes necessària.
3. Estil col·laboratiu: tant l’individu com Déu participen en el procés de resolució de problemes.
4. Estil de rendició: l'individu treballa en col·laboració amb Déu en el procés de resolució de problemes, però valora la direcció de Déu per sobre de la seva.[20]

## Impactes
La filosofia religiosa influeix en molts aspectes de la concepció i la visió de la vida dels individus. Per exemple, estudis empírics centrats en el concepte filosòfic d'espiritualitat al final de la vida o a prop del final de la vida, realitzats a l’Índia, van trobar que els individus que segueixen els conceptes filosòfics de l’Índia estan influenciats per aquests conceptes en la seva “percepció de l'espiritualitat”.
Les consideracions sobre l'assistència sanitària, la mort, la dieta i l'embaràs difereixen entre els seguidors de diverses religions a causa de les seves respectives filosofies.

### Atenció mèdica
La filosofia religiosa de les persones és important en la consideració de les seves decisions mèdiques i d’atenció mèdica, per millorar la qualitat del seu tractament mèdic. Particularment, en el cas de les cures pal·liatives, comprendre diferents fonaments filosòfics religiosos permet obtenir una cura espiritual adequada pel pacient. La filosofia religiosa també és una consideració necessària en el tractament psicoterapèutic dels trastorns psiquiàtrics.

#### Donació d’òrgans
La consideració de la donació d’òrgans després de la mort està relacionada amb la filosofia religiosa d’un individu.

##### Filosofia islàmica
Les filosofies islàmiques prohibeixen la violació del cos humà, però, alhora, donen importància a l'alteració. La donació d’òrgans s'accepta generalment, Les objeccions a la donació d’òrgans en la religió islàmica s'originen principalment en fonaments culturals més que en filosòfics religiosos, amb el seu principi altruista que permet excepcions pel que fa a la intervenció mèdica, per exemple; amb empelts d'ossos porcins i insulina de porc. S'han pres decisions formals sobre la donació d’òrgans en associació amb ensenyaments islàmics, per exemple, el Consell de Dret Musulmà del Regne Unit el 1996 va emetre un Ijtihad (sentència religiosa) que definia el trasplantament d’òrgans dins de l’àmbit del seguiment islàmic i el Consell de l’Assemblea de Jurisprudència Islàmica a Aràbia Saudita el 1988 aprovant la donació d’òrgans, amb decisions formals similars preses a Egipte, Iran i Pakistan.

##### Filosofia cristiana
Les filosofies cristianes generalment avalen la donació d’òrgans, tot i que el raonament i l’opinió difereixen en alguns cultes. Els teòlegs cristians fan referència a la Bíblia pel que fa a la donació d'òrgans, particularment; "liurement has rebut, dona lliurement" (Mateu 10: 8). o "No hi ha un amor més gran que aquest, que doni la vida pels seus amics". (Joan 15:13). L'església catòlica i protestant van aprovar la donació d’òrgans en una declaració conjunta el 1990, promovent l’acció com un acte d’amor cristià.

##### Filosofia jueva
Les filosofies jueves donen una gran importància a l'enterrament intacte de les persones mortes a causa dels fonaments halacis. Tanmateix, de la mateixa manera que l'islam, l'altruisme en forma de salvar una vida, conegut com a pikuach nefesh a la legislació jueva, anul·la tots els altres manaments i prohibicions; "Qui destrueix una ànima, es considera com si destruís un món sencer. I qui salva una vida, es considera com si hagués salvat un món sencer”. (Talmud babilònic, tractat Sanedrí 37a). La donació d’òrgans està avalada per la majoria dels estudiosos jueus.

#### Eutanàsia
La consideració de l'eutanàsia està influenciada per la filosofia religiosa de cada individu. Gran part de l'oposició a la legislació sobre l'eutanàsia es deu a creences religioses. Les persones que expressen la seva creença en Déu com a entitat que controla el destí s'oposen més a la legalització de l'eutanàsia i al suïcidi assistit pel metge. Per exemple, religions com la Ciència Cristiana, l’Església de Jesucrist dels Sants dels Darrers Dies, l’hinduisme, l’islam, el testimoni de Jehovà i l’adventista del setè dia generalment no permeten ni practiquen l'eutanàsia.

##### Filosofia islàmica
La jurisprudència islàmica no aprova ni permet que un individu mori voluntàriament. Les filosofies islàmiques indiquen que la vida és un regal diví i sagrat, i que Allah decideix quant de temps viurà cada individu. El moment de la mort, conegut com ajal, no pot ser accelerat per cap forma d’intervenció voluntària activa o passiva, per exemple, en forma d’eutanàsia, ja que està completament sota el control d’Al·là. Només Al·là té l’autoritat i la capacitat absolutes per donar la vida i treure-la. Les filosofies islàmiques subratllen que la vida no pertany a l’ésser humà, sinó a Al·là. Tot i que l'Alcorà afirma que "No pren la vida, llevat d'una causa justa" (Alcorà 17:33), la literatura hadith indica que, malgrat el dolor i el patiment intolerables, l'eutanàsia no es tolera. Per exemple, segons Sahih Múslim, a la Campanya de Hunayn un guerrer musulmà es va suïcidar causa del dolor de la ferida, però el profeta Mahoma va declarar que aquest acte negava el seu coratge i el seu servei a Al·là i el condemnava a l'infern.

#### Avortament
Moltes religions atribueixen un valor filosòfic a la vida en totes les formes i, per tant, estan totalment en contra de l'avortament. No obstant això, l'avortament es tolera en casos específics, com ara la violació o quan la vida de la mare està en perill.

##### Filosofia hindú
Les filosofies hindús prohibeixen l'avortament, d'acord amb els Dharma-xastra. La filosofia hindú sobre concepció implica la creença que tant les qualitats físiques com espirituals, com el karma passat d’un individu, existeixen i entren a l'embrió humà des del moment de la concepció.

##### Filosofia budista
En les filosofies budistes, de la mateixa manera que les filosofies hindús, hi ha una visió moralment negativa cap a l'avortament d'acord amb els cinc preceptes. No obstant això, la intenció darrere d'una acció és una consideració important, i, per tant, molts budistes accepten la idea de l'avortament si hi ha bona intenció.

##### Filosofia jueva
Les filosofies jueves de les obres rabíniques condemnen generalment l’avortament, el feticidi o l'infanticidi ja que es considera una acció immoral sobre la vida humana. No obstant això, "l'avortament apareix com una opció per a les dones jueves de les primeres fonts de la Bíblia i del comentari de Mishnaic", on el Talmud indica que es prioritza la vida d'una mare si la seva vida o benestar es posa en risc nen, permetent així l'avortament. Les lleis jueves no accepten l'avortament en escenaris de violació o incest.

##### Filosofia taoista
La filosofia taoista expressa el desig de trobar i mantenir un equilibri entre les poblacions i els seus recursos. Per tant, a causa d’aquestes filosofies, la gestió de la població era d’interessos nacionals observats en la política xinesa d’un sol fill. Tanmateix, no es fomenta l'avortament, ja que "corrompria el cos i negaria erròniament la capacitat del cos per donar vida".

### Dieta
Moltes religions segueixen hàbits dietètics. Per exemple, les persones que segueixen el budisme, l’hinduisme i l’adventisme del setè dia segueixen una dieta vegetariana. L'èmfasi en la santedat de tota la vida en la doctrina ètica coneguda com ahimsa (no ferir a éssers vius) en les filosofies budistes i hindús abasta la vida humana i animal, i influeix en aquesta tradició vegetariana, amb una influència moderna que inclou el concepte de reencarnació.
El dejuni de diverses formes (exclusió d’aliments o grups d’aliments específics o exclusió d’aliments durant determinats períodes) són assumits per persones que segueixen les filosofies de l’Església de Jesucrist dels Sants dels Darrers Dies, l’Ortodoxa Oriental, l’Islam i el Catolicisme Romà.
Algunes religions requereixen que els aliments siguin invocats en nom de Déu. Per exemple, a l'islam, la carn ha de provenir d'animals "nets" degudament sacrificats, coneguts com halal, tot i que està prohibit consumir animals trobats a les escombriaires. El propòsit filosòfic religiós que hi ha darrere de les lleis dietètiques islàmiques derivades dels manaments d'Al·là (Alcorà i Sunna del Sant Profeta) és el concepte de puresa, on els musulmans consumeixen allò que es considera pur i net per ser pur tant en un sentit físic com espiritual. Un altre exemple inclou les lleis kosher jueves, on les persones han d’observar les lleis kosher alimentàries derivades dels textos del Mixnà, de la Torà i la Mishnah.